# Día de la Fundación Nacional
El Día de la Fundación Nacional (建国記念日 kenkoku kinen-bi?, también 建国記念の日, kenkoku kinen-no-hi) es un día festivo en Japón que se celebra anualmente el 11 de febrero. En este día los japoneses celebran la fundación de la nación y de la familia imperial por su legendario primer emperador Jinmu. quien, según la leyenda, establece su capital en Yamato el año 660 a. C.

## Historia

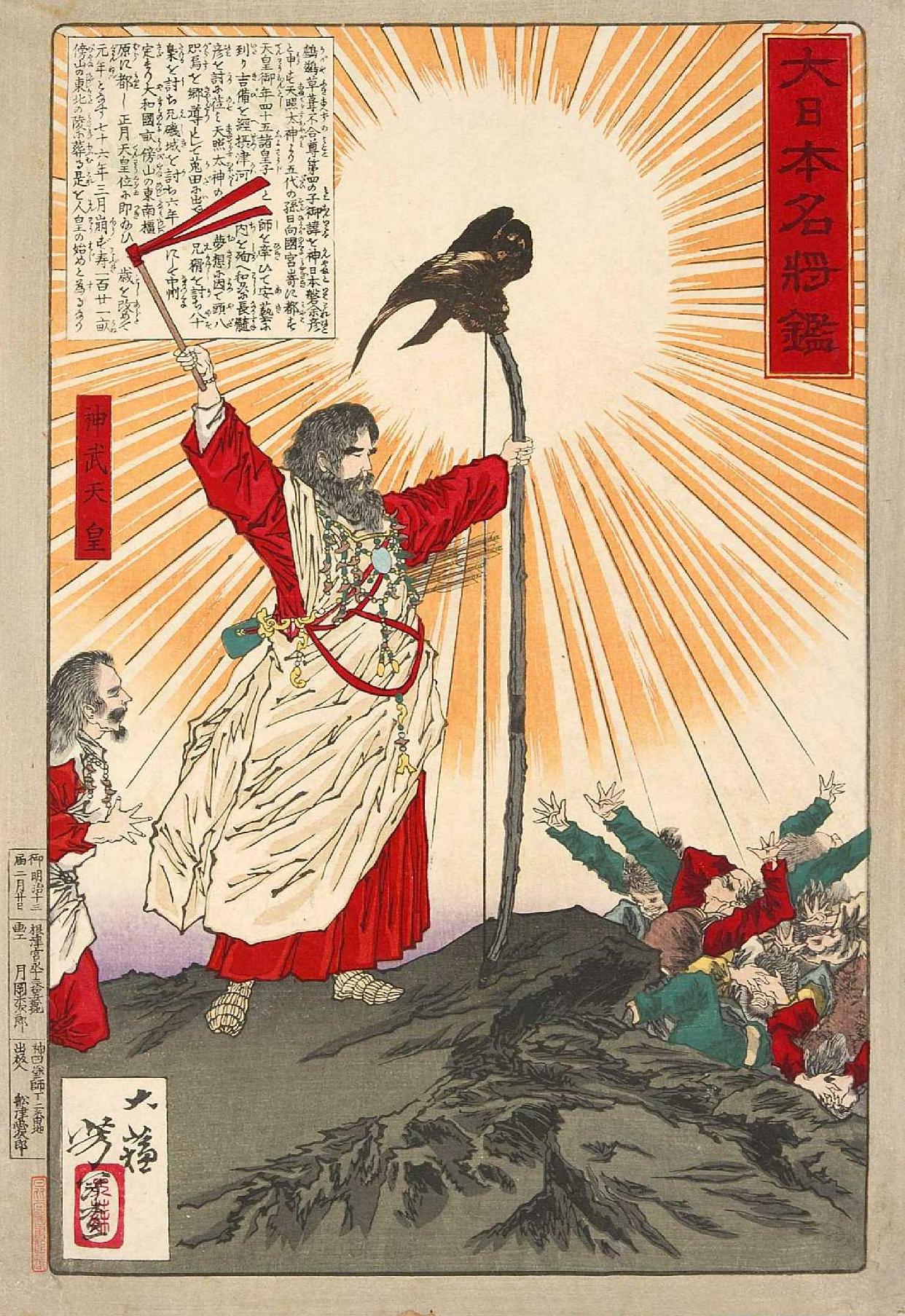
Grabado del Emperador Jinmu, a inicios de la era Meiji.

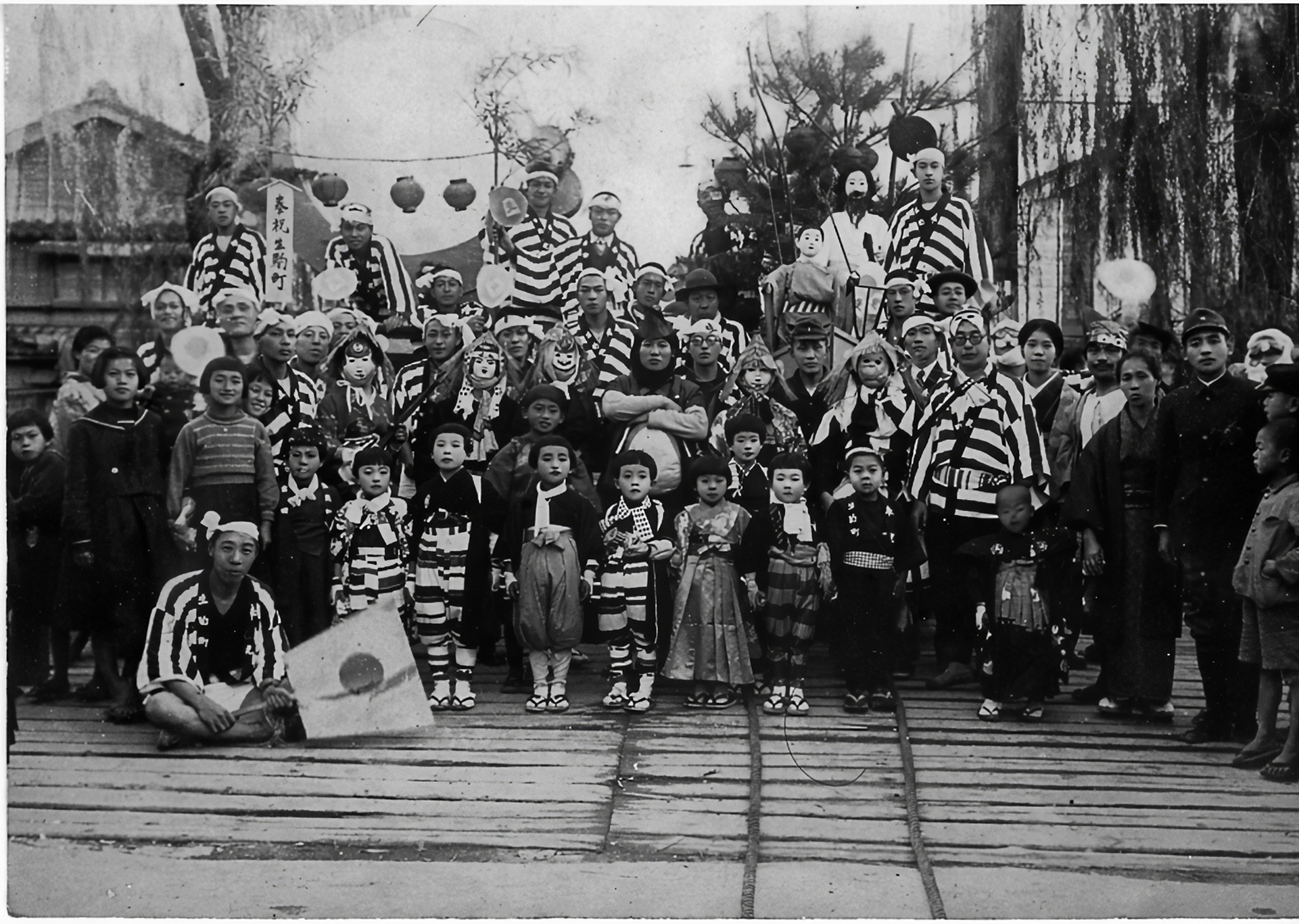
Celebración de Kigensetsu, anterior a 1940

A pesar de que la celebración de la fundación de Japón por el Emperador Jinmu está dentro de la historia japonesa, el Día de la Fundación Nacional no se convirtió en un día festivo hasta enero de 1873 cuando Japón cambió del calendario lunisolar al calendario gregoriano. Los eruditos japoneses usaron el Nihonshoki (日本書紀?) para calcular la fecha exacta, que era el 11 de febrero del 660 a. C. Sin embargo, para los historiadores, no han encontrado evidencias de esta fecha o de la existencia del emperador aparte del Nihonshoki, donde se establece que el Emperador Jimmu ascendió al trono durante el primer día del primer mes.
En 1872  la fiesta fue originalmente establecida el 29 de enero del calendario gregoriano, lo que corresponde al Año Nuevo Lunar de 1873. Contrariamente a las expectativas del gobierno, la población solo vio a este día como el día de Año Nuevo Lunar solamente. Es por ello que, el gobierno trasladó la fecha de la fiesta al 11 de febrero del calendario gregoriano en 1873. El gobierno declaró que correspondía al día del reinado del emperador Jimmu, pero no publicó el método exacto de cálculo por el cual se establecía la mencionada fecha.
Originalmente la fecha fue llamada Kigensetsu (紀元節?   Día del Imperio). Se cree que el Emperador Meiji haya establecido esa festividad para reforzar la legitimidad de la familia imperial después de la abolición del Shogunato Tokugawa. Conllevó a que la leyenda del Emperador Jinmu y de su antecesora la diosa Amaterasu se relacionaran con la familia imperial y el Emperador Meiji se declaró como gobernante legítimo de Japón. 
Durante el Kigensetsu se realizaban grandes desfiles y festivales, y era considerada una de las cuatro festividades más importantes de Japón.
Dada su relación con la nobleza japonesa, el Kigensetsu fue abolido después de la Segunda Guerra Mundial; el 11 de febrero también fue el día en que el general MacArthur aprobó el borrador del modelo de Constitución Nacional en 1946. La conmemoración fue restablecida con el nombre de Día de la Fundación Nacional en 1966 pero se suprimieron las referencias al Emperador. En el Día de la Fundación Nacional se expresa patriotismo y amor al país. 
Al contrario del Kigensetsu, las celebraciones del Día de la Fundación Nacional son relativamente poco importantes. Solo se incluye la izada de banderas japonesas.